# Scuola Europea, Lussemburgo II
La Scuola Europea Lussemburgo II ( ESL2 ) è una scuola europea, situata al confine dei comuni di Bertrange e Mamer in Lussemburgo. Fondata nel 2004, la scuola dà priorità, ai fini delle iscrizioni, agli alunni del personale dell'UE che lavorano nelle vicinanze. Si tratta di una scuola completa (che va dall'asilo fino alle scuole superiori), che offre ai suoi studenti un'istruzione multilingue e multiculturale, che porta al conseguimento del Baccalaureato europeo come titolo di studio secondario finale.

## Storia
Nel 2004 la Scuola Europea di Lussemburgo I (ESL1) aveva raggiunto il limite massimo di iscrizioni. A complicare ulteriormente le cose, nel maggio 2004, si verificò il cosiddetto "Big Bang", l'allargamento dell'Unione Europea (UE), che passò da 15 a 25 Stati membri. Tutti gli Stati aderenti firmarono e, in seguito, approvarono nel corso dei successivi due anni la Convenzione che definisce lo statuto delle scuole europee, obbligando le scuole europee a fornire istruzione agli alunni del personale e dei funzionari dell'UE delle rispettive nazionalità. Per alleviare i problemi, il Consiglio di amministrazione delle scuole europee e il governo lussemburghese hanno deciso di aprire una seconda scuola europea in Lussemburgo, operativa da settembre 2004.
La Scuola europea di Lussemburgo II è stata aperta in modo graduale: tra il 2004 e il 2012 sono rimasti operativi solo i cicli elementari e dell'infanzia. La scuola dell'infanzia condivideva gli edifici preesistenti dell'asilo nido ESL1 nel suo campus di Kirchberg, mentre la scuola primaria era situata in una struttura temporanea, il "Village Pédagogique", in rue Richard Coudenhove-Kalergi, di fronte alla scuola dell'infanzia.
Nel 2009 è iniziata la costruzione dell'attuale campus ESL2, situato al confine tra i comuni di Bertrange e Mamer. La scuola si è trasferita nella nuova sede nel settembre 2012 e il ciclo superiore ha iniziato a funzionare.
Nel 2013, la scuola ha festeggiato il primo anniversario del suo nuovo campus con il lancio di una mongolfiera.

## Sezioni linguistiche
Impegnati nell'etica e nel curriculum multilingue e multiculturale delle scuole europee, sia ESL1 che ESL2 sono divisi in sezioni linguistiche, con entrambe le scuole che hanno sezioni inglesi, francesi e tedesche. Oltre a queste, ESL2 comprende sezioni ceche, danesi, greche, italiane e ungheresi.
Gli studenti iscritti alle scuole vengono generalmente istruiti nella lingua della rispettiva sezione. Gli studenti devono scegliere una seconda lingua tra inglese, francese o tedesco, che diventa la lingua di insegnamento del programma di studi di storia, geografia e religione/morale a partire dal terzo anno della scuola secondaria, nonché del corso facoltativo di economia disponibile a partire dal quarto anno. Una volta che gli studenti accedono al ciclo secondario, devono scegliere una terza lingua da studiare. Gli studenti la cui lingua madre non è coperta da una sezione linguistica, sono iscritti alle sezioni inglese, francese o tedesca e possono optare per la loro lingua madre al posto degli studi di inglese, francese o tedesco come prima lingua, rispettivamente. La seconda lingua di questi studenti è la lingua della sezione alla quale appartengono.
Sia ESL1 che ESL2 differiscono nelle lingue per cui forniscono supporto. Gli alunni che si iscrivono al sistema scolastico europeo in Lussemburgo vengono automaticamente iscritti all'ESL1 se la loro lingua madre è il bulgaro, l'olandese, l'estone, il finlandese, il lettone, il lituano, il polacco, il portoghese, lo spagnolo o lo svedese. Invece, tutti gli alunni delle seguenti lingue madri sono automaticamente iscritti all'ESL2: ceco, danese, greco, ungherese, italiano, maltese, rumeno, sloveno, slovacco e croato. In entrambe le scuole sono disponibili corsi supplementari di lingua irlandese per gli alunni irlandesi iscritti alle sezioni inglesi.

## Campus e strutture
Il campus scolastico ha una capienza di 3.000 studenti ed è composto in totale da sei edifici. Dispone di cinque palestre e due piscine, di cui una lunga 75 metri (246 ft) di lunghezza. L'edificio amministrativo ospita la piscina lunga 75 metri, sale conferenze, mense, una sala da pranzo e aule per gli esami. Il campus ospita anche una "centro per bambini" che comprende un'area studio e un asilo nido.

## Trasporto
Il campus è delimitato da una linea ferroviaria, la linea CFL 50, a sud-ovest, con la stazione ferroviaria Mamer-Lycée situata sulla linea appena a ovest del campus scolastico.
Una strada di circonvallazione e un cavalcavia, collegati a nord del campus, forniscono un accesso diretto al campus dalla N6.
Nel campus è presente una fermata dell'autobus scolastico, che fornisce l'accesso ai servizi di autobus scolastico gestiti dall'Associazione genitori delle scuole, nonché dai servizi di autobus pubblici.

### Problemi
In seguito al trasferimento della scuola nel suo attuale campus, nel giugno 2012, alcuni genitori di studenti critici nei confronti dei tempi di percorrenza prolungati per gli studenti e i genitori residenti nel precedente campus della scuola a Kirchberg o con collegamenti migliori verso di esso, hanno organizzato una protesta.
Nel 2013 i genitori hanno riferito di aver dovuto pagare 100 euro in più per bambino per la quota mensile dello scuolabus, a causa dell’incapacità del governo lussemburghese di fornire il sussidio promesso per gli studenti con genitori impiegati nel settore privato che avrebbe compensato le spese di trasporto.

## Nella cultura popolare
Nella stagione 1, episodio 6 della serie Amazon Prime Video "Patriot", durante una scena ambientata in Lussemburgo, il personaggio di Michael Chernus può essere visto salire su un autobus a due piani "22a" diretto verso "Bertrange - École Européenne II", con il personaggio di Michael Dorman all'inseguimento. Tuttavia, poiché le riprese esterne della serie in Lussemburgo sono state per lo più girate a Praga, né il modello dell'autobus né il percorso dell'autobus raffigurato sono accurati.